# Hermann Barche
Hermann Barche (* 29. Juli 1913 in Hannover; † 28. November 2001 in Wunstorf) war ein deutscher Politiker (SPD).

## Leben und Beruf
Nach dem Schulbesuch absolvierte Barche von 1928 bis 1931 eine Ausbildung zum Zimmermann und arbeitete bis 1949 in diesem Beruf. Er nahm von 1939 bis 1945 als Soldat am Zweiten Weltkrieg teil und geriet zuletzt in Gefangenschaft, aus der er 1946 entlassen wurde.

## Partei
Barche schloss sich 1928 der Sozialistischen Arbeiter-Jugend (SAJ) an. Nach der Machtübernahme der Nationalsozialisten ging er bis 1935 einer illegalen politischen Tätigkeit in der Sozialistischen Front nach. Er trat der SPD bei, war seit 1949 hauptamtlicher Geschäftsführer und wurde 1966 kommunalpolitischer Referent der Partei im Bezirk Hannover.

## Abgeordneter
Barche gehörte dem Deutschen Bundestag vom 14. April 1967, als er für den verstorbenen Abgeordneten Helmut Schlüter nachrückte, bis 1976 an. Er war in der fünften und sechsten Wahlperiode über die Landesliste der SPD Niedersachsen ins Parlament eingezogen. In der siebten Wahlperiode (ab 1972) vertrat er den Bundestagswahlkreises Gifhorn – Peine als direkt gewählter Abgeordneter.